# Ротруд
Ротруд (Rotrude; Hruodrud; * 775 -6 юни 810) е втората дъщеря на Карл Велики от брака му с Хилдегард, дъщеря на граф Геролд от Винцгау и Има, дъщеря на алеманския дук Хнаби.
Сестра е на:
- Карл Млади (* 772/773, † 4 декември 811), 788 крал на Неустрия
- Адалхайд (* септември 773/юни 774, † юли/август 774 в Южна Галия)
- Карлман (* 777, † 8 юли 810), като Пипин крал на Италия
- Лудвиг Благочестиви (* 778, † 840), 814 император
- Лотар (* юни/август 778 в Шасеньо, до Поатие; + 780), близнак на Лудвиг
- Берта (* 779/780, † 14 януари 828), 814 изгонена от кралския двор от Лудвиг
- Гизела (* май 781, † сл. 800)
- Хилдегард (* 8 юни 782, † 1-8 юни 783)

През 781 г. по желание на византийската императрица Ирина тя е сгодена за Константин VI) (771–797) от Византия. Евнухът Елисай ѝ дава уроци по гръцки език. През 787 г. годежът е разтрогнат.
През 800 г. Ротруд се омъжва за неустрийския благородник Рорих (или Роргон, Рорико), граф на Рен и по-късно граф на Мен (Франция) от френската династия Роргониди.
С него тя има един син, Лудвиг (* 800; † 867), който става игумен на Базилика Сен-Дени през 840/841, ерц-канцлер и съветник на Карл II Плешиви.